# 159629 Brunszvik
A 159629 Brunszvik (ideiglenes jelöléssel 2002 BT31) a Naprendszer kisbolygóövében található aszteroida. Sárneczky Krisztián és Heiner Zsuzsanna fedezte fel 2002. január 16-án.